# Aleksandr Adschemjan
Aleksandr Vartanowitsch Adschemjan (auch Adjemian, armenisch Ալեքսանդր Աճեմյան Aleksandr Adschemjan, russisch Александр Вартанович Аджемян; * 25. August 1925 in Tiflis, Georgische SSR, Sowjetunion; † 10. Oktober 1987 in Jerewan, Armenische SSR, Sowjetunion) war ein sowjetischer Komponist armenischer Herkunft.

## Leben
Alexander Adschemjans Eltern waren der Theaterdirektor Vartan Adschemian senior (1905–1977) und seine Frau, die Schauspielerin Arus Asryan (1904–1987). Sein Vater hatte 1928 das zweite armenische Staatstheater in Leninakan, dem vorigen Gjumri, gegründet. Bis seine Eltern 1939 nach Jerewan zogen, verbrachte er seine Kindheit dort und besuchte dort auch die Musikschule. Zunächst erhielt er Violin- später auch Klavierunterricht.  Die künstlerische Atmosphäre zu Hause, das Aufwachsen im Umfeld des Theaters und der Kontakt zu bedeutenden armenischen Künstlern förderten die Entscheidung Adschemjans als Künstler und Musiker tätig zu werden. In Jerewan besuchte er die Aleksandr-Spendiarjan-Musikschule. Seine Ausbildung wurde durch den Großen Vaterländischen Krieg unterbrochen. Von 1943 bis 1946 diente er als Grenzwache. Nach dem Krieg setzte er seine musikalische Ausbildung fort. Er wurde bald Mitglied der Kompositionsklasse von Grigor Jeghiasarjan (1908–1988) am Staatlichen Konservatorium Jerewan. Dort wurde er 1955 graduiert.  1965 erhielt er den Titel Verdienter Künstler der Armenischen SSR verliehen. Von 1971 bis 1987 unterrichtete er am Konservatorium. Er war Mitglied der Vereinigung der Komponisten Armeniens. Sein Sohn, der Komponist Vartan Adschemian, wurde 1956 geboren. Dessen Tochter ist die Pianistin Arus Adschemjan.
Am 27. Juli 2022 wurde in Jerewan in der 45 Maschtots Avenue eine Gedenktafel am Haus, in dem der Komponist lebte, eröffnet.

## Werke (Auswahl)
Seine erste Sinfonie komponierte er 1955, es folgte die zweite Sinfonie für Sopran und Orchester 1964 und die dritte 1967. 1971 schrieb er eine Pastoral-Sinfonietta.  Die 4. Sinfonie folgte 1972. Zwischen 1949 und 1986 schrieb er 52 Lieder. Die Sinfonien Nr. 5 Սասունցի Դավիթ (David von Sasun) und  Nr. 6 Յոթ երգ Հայաստանի մասին [Sieben Lieder über Armenien] nach dem armenischen Dichter Geworg Emin (1919–1998) haben einen programmatischen Inhalt. Weitere Werke sind Հովվերգական սիմֆոնիետ [Bukolische Sinfonie] und ein Requiem. Die 1966 entstandene Rhapsodie für Chor und Orchester wurde vom Armenischen Philharmonischen Chor und Orchester unter der Leitung von Loris Tschgnaworjan (* 1937) 1997 aufgenommen und 1998 beim Label ASV Ltd. auf der CD Orchestral music of Armenia [Orchestermusik Armeniens] veröffentlicht. Er schrieb auch Kammermusik und Musik für Theater und Kino.